# Tennistoernooi van Hamburg 2024
Het tennistoernooi van Hamburg van 2024 werd tussen 15 juli en 10 augustus 2024 gespeeld op de gravelbanen van tennispark Am Rothenbaum in de Duitse stad Hamburg. De officiële naam van het toernooi was Hamburg Open c.q. Ladies Hamburg Open.
Het mannentoernooi werd georganiseerd door het bedrijf Tennium. De organisatie van het vrouwentoernooi was in handen van het bedrijf MatchMaker Sports GmbH onder leiding van Sandra Reichel.
Beide titelverdedigers, Alexander Zverev bij de mannen en Arantxa Rus bij de vrouwen, bereikten hun enkelspelfinale maar verloren die.
Het toernooi bestond uit twee delen:
- ATP-toernooi van Hamburg 2024, het toernooi voor de mannen (15–21 juli)
- WTA-toernooi van Hamburg 2024, het toernooi voor de vrouwen (4–10 augustus)

## Toernooikalender
| ATP              | juli 2024 | juli 2024 | juli 2024 | juli 2024 | juli 2024     | juli 2024    | juli 2024 |
| ATP              | maa 15    | din 16    | woe 17    | don 18    | vrĳ 19        | zat 20       | zon 21    |
| ---------------- | --------- | --------- | --------- | --------- | ------------- | ------------ | --------- |
| mannenenkelspel  | 1e ronde  | 1e ronde  | 2e ronde  | 2e ronde  | kwart- finale | halve finale | finale    |
| mannendubbelspel |           | 1e ronde  | 1e ronde  | 1e ronde  | 2e ronde      | halve finale | finale    |

| WTA               | augustus 2024 | augustus 2024 | augustus 2024 | augustus 2024 | augustus 2024 | augustus 2024 | augustus 2024 |
| WTA               | zon 4         | maa 5         | din 6         | woe 7         | don 8         | vrĳ 9         | zat 10        |
| ----------------- | ------------- | ------------- | ------------- | ------------- | ------------- | ------------- | ------------- |
| vrouwenenkelspel  | 1e ronde      | 1e ronde      | 2e ronde      | 2e ronde      | kwart- finale | halve finale  | finale        |
| vrouwendubbelspel |               |               | 1e ronde      | 1e ronde      | 1e ronde      | halve finale  | finale        |

ATP-toernooi van Hamburg – WTA-toernooi van Hamburg

2001 · 2002 · 2003–2020 · 2021 · 2022 · 2023 · 2024